# 長田悠幸
長田 悠幸（おさだ ゆうこう、1975年12月7日 - ）は、日本の漫画家。静岡県出身。
血液型はO型。既婚。趣味は草野球とアニメーション制作。旧ペンネームは長田裕幸。
代表作は『シオリエクスペリエンス』『キッドアイラック!』など。

## 経歴
1996年、『週刊ヤングマガジン』（講談社）にてデビュー。
『マガジンSPECIAL』（講談社）を経て2005年に『週刊少年マガジン』（講談社）で『トト! the wonderful adventure』を連載。
その時にペンネームを変更。2006年、『週刊コミックバンチ』（新潮社）にて『天の覇王 北斗の拳ラオウ外伝』の作画を担当。
2007年から2008年にかけて、『マガジンSPECIAL』にて『TRIBAL 12』を連載していた。
2008年10月から12月まで『天の覇王 北斗の拳ラオウ外伝』のアニメが放送された。
同年11月より『月刊少年ガンガン』（スクウェア・エニックス）にて『RUN day BURST』を、2012年から『ヤングガンガン』にて『キッドアイラック!』、2013年から『ビッグガンガン』にて『SHIORI EXPERIENCE ジミなわたしとヘンなおじさん』を連載。長田の作品中、最長の連載となっている。

## 人物
- デビュー当時はスクリーントーンの存在を知らず、灰色のペンで描いていた。
- デビュー後もペンの使い方をアシスタントから学ぶ。また、ちばてつや賞に応募したにも拘らず、ちばてつやの存在を知らなかった。
- 一時期は『オズの魔法使い』を元にしたバトルファンタジー漫画を中心に描いていたが、『オズの魔法使い』にそこまで思い入れがある訳ではない。
- 大喜利を趣味としており、「タピ岡ススル」の名前で多くの大喜利イベントに参加している[2]。
- 2018年、森田まさのりとアマチュアのお笑いコンビ「漫画家」を結成し、M-1グランプリ2018にて準々決勝まで進出、ベストアマチュア賞を受賞した。

## 作風
- 尊敬する漫画家に宮崎駿を挙げており、彼の作品に大きく影響を受けている。
- 車、大喜利、ギターなど、自身の趣味を作品に反映させることが多い。
- 『僕のヒーローアカデミア』の原作者である堀越耕平は、長田の絵に「多大な影響を受けた」ことを自負しており、長田の絵を「少年漫画の完成形」とまで称賛していた[3]。
- フキダシでキャラを指定しない（誰の台詞か分かり辛い）ことが多い。
- 駄洒落を嗜むことから、作中にそれが多く見られる。キャラクターの口内（舌を含む歯以外の部分）をベタで黒く塗り潰すスタイルを貫いており、前述の堀越もそれに倣っている。デビュー当時はフキダシの文字まで手書きという、実験的な取り組みが見られた。
- 連載終了から開始へのインターバルがほぼ無い（回転が異様に早い）のも特徴。

## 作品

### 連載漫画
- MAGARA（『ヤングマガジン』1997年、全1巻）MAGARA長田裕幸作品集として2001年に大都社から復刻
- ラッキーホラーショウ（『パチンカーワールド』 2000年10月号 - 12月号）
- トト（『マガジンSPECIAL』）
- C【si:】（『ヤングキング』 2002年No.20 - 2003年No.20）
- トト! the wonderful adventure（『週刊少年マガジン』 2005年No.2・3 - No.46）
- 天の覇王 北斗の拳ラオウ外伝（原案：武論尊・原哲夫、『週刊コミックバンチ』 2006年3月24日号 - 2007年2月14日号）
- TRIBAL 12（『マガジンSPECIAL』 2007年No.4 - 2008年No.4）
- RUN day BURST（『月刊少年ガンガン』 2008年12月号 - 2011年6月号、『ガンガンONLINE』 2011年6月9日 - 11月10日）
- 蛇衆（原作：矢野隆、『月刊ヤングジャンプ』 2010年4月号 - ）
- キッドアイラック!（構成協力：町田一八、『ヤングガンガン』 2012年12号 - 2013年12号）
- TIGER MASK -シャドウ・オブ・ジャスティス-（オリジナル原作：梶原一騎・辻なおき、シナリオ：小林且典、『ヤングマガジンサード』2015年Vol.11 - 2016年vol.10）
- SHIORI EXPERIENCE ジミなわたしとヘンなおじさん（原作：町田一八、『ビッグガンガン』2013年Vol.11 - ）
- ジャキーン!（原作：町田一八、『ギター・マガジン』）

### 読切漫画
- B3(BEE-CUBE)（『別冊ヤングマガジン』 1999年No.4）
- 高校皇（トト第2巻収録）（真面目な生徒会長が、校則を守りながら不良生徒を制圧していく話）
- UMA（『週刊少年マガジン』 2004年No.13）
- 僕のお父さん（TRIBAL12第3巻収録）（怪人と戦う正義のヒーローが、息子のために授業参観する話）
- 地面に落ちたら鮫（『月刊ヤングジャンプ』 2008年No.10）

### 短編集
- 東京純白化計画（2003年2月、エンターブレイン）
- 歯車競走（2003年2月、河出書房新社）

### 本
- edge（作品集）

### 小説（作画担当）
- 『ガッツ&ブラッド - 蒸気帝国騒動記』 GA文庫 2008年2月

### アニメ（作画担当）
- パパのマーチ
- JACK NICOLSON

### その他
- bjリーグ滋賀レイクスターズマスコット「マグニー」（長田自身がデザインし、応募した作品がそのまま採用された）

## 関連人物

### 師匠
- 日本橋ヨヲコ

### アシスタント
- 依田瑞稀